# Les Cent Jours (film, 1935)
Pour les articles homonymes, voir Les Cent Jours.
Pour plus de détails, voir Fiche technique et Distribution.
Les Cent Jours (Campo di maggio) est un film italien réalisé par Giovacchino Forzano, sorti en 1935.
Le film suit les cent derniers jours de l'épopée de Napoléon de la résurrection à la défaite finale.

## Synopsis
Napoléon quitte son exil sur l'île d'Elbe pour débarquer en France. À Grenoble, les troupes de l'armée française, ne parvenant pas à l'arrêter, changent de front et l'escortent jusqu'à Paris. Là-bas, il convoque les représentants du peuple au Champ de Mars, rebaptisé pour l'occasion Champ de Mai. Après la bataille de Waterloo, les députés lui refusent les pouvoirs dictatoriaux et lui demandent d'abdiquer. Le film se termine par ses adieux à sa mère et à sa famille.

## Fiche technique
- Titre original : Campo di maggio
- Titre français : Les Cent Jours
- Réalisation : Giovacchino Forzano
- Scénario : Giovacchino Forzano
- Photographie : Mario Albertelli et Augusto Tiezzi
- Musique : Giuseppe Becce
- Pays d'origine :  Royaume d'Italie
- Format : Noir et blanc - 1,37:1 - Mono
- Genre : Film dramatique, Film historique
- Date de sortie : 1935
- Affiche : René Péron (France)

## Distribution
- Corrado Racca : Napoléon Bonaparte
- Emilia Varini : Letizia Bonaparte
- Enzo Biliotti : Joseph Fouché
- Pino Locchi : le roi de Rome
- Rose Stradner : Marie-Louise d'Autriche
- Lamberto Picasso : Klemens Wenzel von Metternich
- Augusto Marcacci : Charles-Maurice de Talleyrand-Périgord
- Ernesto Marini : Louis XVIII
- Carlo Duse : Marchand
- Gemma Bolognesi